# Progress Quest
Progress Quest — компьютерная игра, разработанная Эриком Фредриксеном как пародия на игру EverQuest и жанр MMORPG как таковой. Она является «игрой для нуля игроков» в том смысле, что после создания персонажа какое-либо взаимодействие между ним и игроком не предусмотрено. Игра начинает «играть» в саму себя, а игрок становится сторонним наблюдателем. Исходный код игр был открыт в 2011 году.

## Геймплей
Перед началом новой игры игроку предлагается сделать выбор среди таких характеристик персонажа как, например, раса или класс. Числовые параметры персонажа генерируются случайным образом. Они определяют силу, телосложение, ловкость, интеллект, мудрость и обаяние. Персонаж начинает игру с плохим снаряжением, постепенно обретая все более хорошее оружие, доспехи и заклинания. Однако, ни один их упомянутых выше параметров или предметов не оказывает какого-то влияния на геймплей. Исключением является параметр силы, определяющий размер инвентаря персонажа, что опосредованно влияет на скорость увеличения уровня.
После создания персонажа игра следует своим курсом. Игровой процесс запускается сразу после создания персонажа. На игровом экране отображаются числовые параметры персонажа, а также несколько полос выполнения (англ. progress bar), отражающие успехи персонажа в игре. Весьма длинный пролог без единого сражения представлен набором полос выполнения, каждая из которых снабжена строкой текста, среди которых можно узнать, например, что персонаж обладает «пророческими виде́ниями». С началом первого акта сюжета персонаж «направляется на убийственные поля», где начинается бесконечный цикл из «убиваю (количество) (прилагательное-характеристика) (тип монстра)» или «расправляюсь с проходившим мимо (имя другого персонажа)». Цикл прерывается только тогда, когда сила персонажа больше не позволяет нести его инвентарь. Это вынуждает персонажа вернуться на рынок, чтобы продать полученные предметы (с каждой группы монстров персонаж получает специфичный для данного типа монстров предмет, с других персонажей — случайные магические предметы). Вырученные деньги затем расходуются на покупку нового снаряжения. После «расправы» над каждой группой монстров полоса выполнения квеста сдвигается на один шаг. По ее заполнении начинается новый квест, а персонаж получает награду в виде магического предмета или элемента снаряжения, или увеличения его параметров, в том числе изучение новых или улучшение старых заклинаний. Через установленное время персонажу открывается новый акт сюжета, что впрочем не оказывает никакого эффекта.
Все снаряжение в игре генерируется случайным образом, когда персонаж получает награду по квесту, убивает определенных врагов, получает новый уровень или, чаще всего, на рынке при улучшении снаряжения на деньги, полученные с уничтоженных монстров. Наименование этих предметов обычно состоит из двух прилагательных и существительного. Подобно играм, которые высмеивает Progress Quest, эти предметы также обладают своими параметрами, а прилагательные являются переменными, их описывающими. Параметры экипировки и прилагательные определяются уровнем персонажа.
Игрок может создать как локальную учётную запись исключительно для собственного развлечения, так и сетевую учётную запись, которая позволяет сохранить параметры персонажа на рейтинговом сайте. Это дает возможность игрокам сравнивать свои достижения, пытаясь достичь высших рейтинговых позиций на своем сервере. Персонаж может вступать в гильдии хорошего, нейтрального или злого мировоззрения, но это не приносит никаких преимуществ.

## Сюжет
Сюжет повествует о Грумдриге (англ. Grumdrig) и о создании королевств. В настоящий момент существуют шесть королевств: Норам (англ. Knoram), Эксподрайн (англ. Expodrine), Убаг (англ. Oobag), Сполтог (англ. Spoltog), Пемптус (англ. Pemptus) и Альпакуил (англ. Alpaquil). На последних трёх все ещё можно создать персонажа, тогда как на Норам, Эксподрайн и Убаг создание персонажей было запрещено при появлении Пемптус 8 февраля 2007 года. Сюжет подражает запутанным сюжетам фэнтези, используя архаичные и искусственные слова наподобие «абердоксы».

## Разработка
Объектом пародии игры является такая особенность компьютерных ролевых игр как улучшение параметров персонажа, суть которой заключается в том, что для развития способностей персонажа необходимо накапливать улучшения некоторых параметров. В EverQuest и многих других MMORPG того времени использовалась печально известная боевая система «автоматических сражений», когда игрок лишь выбирает цель и нажимает на кнопку атаки, после чего он может только наблюдать за происходящим. Progress Quest высмеивает эту особенность, лишая игрока какого-либо управления персонажем сразу после его создания. Также Progress Quest остроумно обыгрывает традиционно встречающиеся в RPG расы, классы, сюжеты, квесты, предметы и т. п.
Игра создана Эриком Фредриксеном (англ. Eric Fredricksen) в начале 2002 года. Вскоре фанаты решили поддержать автора, помещая многочисленные пародийные обзоры на разные популярные сайты-распространители freeware, а также на сайты, посвященные компьютерным играм, выставляя игре наивысшие оценки.
За свою историю игра получила несколько обновлений. В одном из обновлений было добавлено затенение полос выполнения на игровом экране, что стало поводом для некоторых игроков описывать эту новую версию как «Progress Quest 3D». На официальном форуме игры существует популярный внутренний розыгрыш для новичков о том, что существуют DVD-издания игры, инкрустированные серебром, золотом, платиной и даже бриллиантами с поддержкой трехмерной графики. В подтверждение этого предоставляются фальшивые скриншоты «Progress Quest 3D» из других игр, показывающие невразумительную трехмерную RPG.
20 мая 2011 года автор опубликовал исходный код игры на ресурсе Bitbucket.

## Критика
По мнению критиков, несмотря на полностью автоматический процесс, Progress Quest может приносить удовольствие. Обозреватель Ник Хайд (Nick Hide) сравнил игру с другими MMORPG, в которых игроки продолжают выполнять бессодержательные задания лишь для получения новых уровней или предметов ввиду установления эмоциональной связи с персонажем.
Progress Quest представляет собой один из первых примеров жанра казуальных игр, так называемых «ленивых игр» (англ. idle game) или инкрементальных игр (англ. incremental game), популярных на отдельных сайтах. В этих играх представлены сложные системы продвижения по игре, которое происходит автоматически по прошествии времени. Однако, в отличие от Progress Quest, зачастую, решения, которые принимает игрок, например, в виде распределения очков по параметрам персонажа, оказывают влияние на игру для того, чтобы «ленивое» время (англ. idle time) использовалось максимально эффективно.
По словам Тодда Говарда, исполнительного продюсера Bethesda Game Studios, Progress Quest оказал влияние на спин-офф Fallout Shelter серии Fallout для сотовых телефонов.